# Pteropus livingstonii
La volpe volante di Livingstone (Pteropus livingstonii Gray, 1866) è un pipistrello appartenente alla famiglia degli Pteropodidi, endemico delle Isole Comore.

## Descrizione

### Dimensioni
Pipistrello di grandi dimensioni, con lunghezza dell'avambraccio tra 162 e 172 mm, la lunghezza del piede tra 51,5 e 53,5 mm e un peso medio di 576,3 g.

### Aspetto
La pelliccia è lunga e piuttosto rigida, i peli del ventre sono diretti all'indietro, mentre quelli delle spalle sono dritti. Il colore del corpo è generalmente nerastro, le parti ventrali sono cosparse di peli dorati o fulvi. Sono spesso presenti sulle spalle due ciuffi di peli fulvi. Le orecchie sono grandi, esposte e con la parte superiore insolitamente arrotondata, caratteristica unica tra tutte le specie del genere Pteropus. Le membrane alari sono nerastre e attaccate sul dorso. La tibia è priva di peli. È privo di coda mentre l'uropatagio è ridotto ad una sottile membrana lungo la parte interna degli arti inferiori.

## Biologia

### Comportamento
È una specie diurna e solitaria, sebbene talvolta formi piccoli gruppi. Il volo è lento e battente.

### Alimentazione
Si nutre di polline, frutta e foglie, in particolare di specie native di Ficus.

### Riproduzione
Le femmine partoriscono un cucciolo all'anno, preferibilmente nella prima metà di settembre.

## Distribuzione e habitat
L'areale di questa specie è ristretto a due delle Isole Comore: Anjouan e Mohéli.
Vive nelle foreste primarie tropicali umide al disopra di 400 metri di altitudine.

## Tassonomia
In accordo alla suddivisione del genere Pteropus effettuata da Andersen, P. livingstonii è stato inserito nello P. melanopogon species Group, insieme a P. melanopogon stesso, P. aruensis e P. keyensis. Tale appartenenza si basa sulle caratteristiche di avere il cranio massiccio tipicamente pteropino, sulla presenza di un ripiano basale nei premolari e sulle grosse dimensioni.
Altre specie simpatriche dello stesso genere: P. seychellensis.

## Conservazione
La IUCN Red List, considerato che la popolazione si è ridotta di più del 50% negli ultimi anni a causa del degrado del proprio Habitat, classifica P. livingstonii come specie in pericolo di estinzione (Endangered).